# Martin Tamm
Martin Carl Åke Tamm, född 23 maj 1954, är en svensk matematiker. Han är son till professor Carl Olof Tamm.

## Biografi
Martin Tamm avlade filosofie kandidatexamen 1973 vid Matematisk-naturvetenskapliga fakulteten på Stockholms universitet. 1979 disputerade han med avhandlingen Subanalytic sets in the calculus of variation vid Institut Mittag-Leffler och Matematiska institutionen på Stockholms universitet. Hans handledare var professor Lennart Carleson. 1980 fick han ta emot pris vid Kungliga Vetenskapsakademiens högtidssammankomst. Tamm fick senare anställning på Stockholms universitet som universitetslektor där han arbetade till sin pension år 2022. Martin Tamm har gjort omkring 200 digitala föreläsningar i främst matematisk analys som finns publicerade på institutionens Youtube-sida.

## Familj
Martin Tamm är via brukspatronen Clas Tamm ättling till friherre Per Adolf Tamm och tillhör efter beslut av adelsmötet 2004 den adliga ätten Tham nr 1508. År 2022 var han på plats 50 i successionen till friherrskapet Tamm. Han kommer från en akademisk familj där hans far Carl Olof Tamm, farfar Olof Tamm samt farmors far Johan Bergman alla var professorer. Han gifte sig den 19 juni 1980 med Maria Koptjevskaja, även hon professor, verksam vid Institutionen för lingvistik på Stockholms universitet. De har en son och två döttrar.

## Priser
- 1980: Mittag-Lefflers matematiska stiftelse och en prissumma på 1 000 kr.[3]
- 2011: Årets lärare på Stockholms universitet och en prissumma på 50 000 kr.[8]